# آخرنا: الجزء الثاني
ذا لاست أوف أس: الجزء الثاني (بالإنجليزية: The Last of Us Part II) هي لعبة فيديو أكشن ومغامرات ورعب البقاء من تطوير نوتي دوغ ونشر شركة سوني إنتراكتيف إنترتينمنت على أجهزة بلاي ستيشن 4. تبدأ قصة اللعبة بعد مرور خمس سنوات من أحداث الجزء الأول، يتحكم اللاعبون في شخصية ايلي في عمر 19 عامًا التي ستدخل في صراع مع الوحوش في الولايات المتحدة بعد نهاية العالم. تحتوي اللعبة على عناصر الرعب والبقاء على قيد الحياة وتُلعب من منظور الشخص الثالث. يمكن للاعبين استخدام الأسلحة النارية والأسلحة البدائية والتسلل للدفاع عن النفس من البشر المعادين ومخلوقات أكل لحوم البشر المصابة بسلالة متحولة من فطر كورديسيبس.
بدأ تطوير اللعبة عام 2014، بعد إصدار لعبة The Last of Us Remastered. وعاد الكاتب والمخرج الاسرائيلي نيل دراكمان كمدير إبداعي، وشارك في كتابة القصة مع هالي غروس. استُلهمت موضوعات الانتقام والقصاص من تجارب دراكمان في نشأته بإسرائيل. تُعيد آشلي جونسون تمثيل دور إيلي، بينما اختيرت لورا بيلي لأداء دور آبي. تضمن أداؤهما تسجيل الحركة والصوت في آن واحد. دفع المطورون عجلة الإمكانات التقنية لجهاز بلاي ستيشن 4 إلى أقصى حد. وبحسب ما ورد، تطلب التطوير جدول عمل مكثفًا لمدة 12ساعة يوميًا، وبلغت تكلفته حوالي 220 مليون دولار أمريكي، مما جعلها واحدة من أغلى ألعاب الفيديو من حيث التطوير. بعد التأخيرات، جزئيًا بسبب جائحة كوفيد-19، تم إصدار The Last of Us Part II لجهاز بلاي ستيشن 4 في يونيو 2020. تم إصدار نسخة مُعاد تصميمها لجهاز بلاي ستيشن 5 في يناير 2024 ولنظام Windows في أبريل 2025. 
تلقى الجزء الثاني إشادة بسبب طريقة اللعب وتصميم الصوت والموسيقى التصويرية والأداء والشخصيات والدقة البصرية، على الرغم من أن سردها وموضوعاتها قسمت النقاد. أصبح الخطاب عدائيًا وتعرضت اللعبة للأنتقاد من بعض اللاعبين على القصة والشخصيات. لكن اللعبة هي واحدة من أكثر ألعاب PlayStation 4 مبيعًا، حيث بيعت أكثر من أربعة ملايين وحدة في عطلة نهاية الأسبوع التي تم إصدارها فيها وعشرة ملايين بحلول عام 2022. كما فازت بالعديد من الجوائز، بما في ذلك أكثر من 320 جائزة للعبة العام.

## أُسلوب اللعب
ذا لاست أوف أس: الجزء الثاني هي لعبة أكشن ومغامرات ورعب البقاء، تُلعب من منظور الشحص الثالث. يمكن للاعبين استخدام الأسلحة النارية والأسلحة البدائية أو التسلل للدفاع عن أنفسهم من البشر المعادين ومخلوقات أكل لحوم البشر المصابة بسلالة متحولة من فطر كورديسيبس. توسعت آليات اللعب في الجزء الثاني عن الجزء الأول. في هذا الجزء يمكن لشخصية اللاعب اجتياز البيئة والعقبات بشكل أكبر من خلال القدرة على الوصول إلى أماكن أعلى من خلال القفز والتسلق أثناء اللعب بايلي الأكثر ذكاءً. يمكن للاعبين أيضًا الزحف للتهرب من الأعداء. بالإضافة إلى ذلك توجد في اللعبة أجزاء كبيرة من مدينة سياتل، في ولاية واشنطن.
ترى اللعبة أيضًا عودة «وضع الاستماع» الذي يسمح للاعبين بتحديد مواقع الأعداء من خلال إحساس مرتفع بالسمع والوعي المكاني، الذي يجعل الأعداء ظاهرة كمخططات من خلال الجدران والأشياء. بالإضافة إلى ذلك، يمكن للاعبين جمع المكملات لترقية المهارات في شجرة المهارات الخاصة بإيلي. الفروع الثلاثة الرئيسية للشجرة هي: البقاء، والصياغة، والتسلل. تعمل ترقيات البقاء على تحسين مستوى الصحة وتحسين وزيادة نطاق الاستماع ووضع مسافة الإلقاء. تسمح ترقيات الصياغة بترقيات المشاجرة، وتزيد من سرعة حرفية إيلي، والقدرة على صنع قنابل دخانية وقنابل صاعقة. تعمل ترقيات التسلل على تحسين سرعة الحركة، وعمليات القتل الخفية الأسرع، وفتح كواتم الصوت للأسلحة. يقدم الجزء الثاني أيضًا كلاب حراسة يمكنها تتبع رائحة اللاعب.

## التطوير
بدأ تطوير لعبة ذا لاست أوف أس: الجزء الثاني في عام 2014، بعد وقت قصير من الجزء الأول (النسخة الرمستر). يجسد تروي بيكر دور جول، وأشلي جونسون دور ايلي مثل الجزء الأول. يكرر نيل دروكمان منصبه كمخرج وكاتب مبدع في هذا الجزء ولكن هذه المرة كُتبت القصة أيضًا مع هالي غروس. بعد رحيل المدير الأول بروس سترالي من شركة نوتي دوغ في عام 2017 أُختير أنتوني نيومان، وكورت مارغناو ليكونا مديري هذا الجزء. وكان نيومان مصممًا للقتال في الجزء الأول، وكان مارغيناو مديرًا للعبة أنتشارتيد: ذا لوست ليغاسي. أُلغيت خطط اللاعبين المتعددين بسبب ميزة تحول الموارد لتحسين حجم اللعبة. صرحت شركة نوتي دوغ أنَّ لعبة ذا لاست أوف أس: الجزء الثاني هي أطول لعبة قاموا بها.
أُعلن عن الجزء الثاني من اللعبة في حدث PlayStation Experience في ديسمبر 2016. كشف الإعلان على عودة ايلي وجول، وتحدث قصتهما بعد خمس سنوات من أحداث الجزء الأول. يتحكم اللاعبون في شخصية ايلي وهي في عمر 19 عامًا، على عكس الجزء الأول الذي كان جول هو الشحصية الأساسية للعبة، ولكن كان يُسمح بالعب بايلي في بعض المراحل. وذكر نيل دراكمان أنَّ الجزء الأول كان يركز على الحب أما الجزء الثاني فيركز على الكراهية. بدأ إلطقات حركة الشخصيات في عام 2017.
أُصدر الإعلان الثاني للعبة في أكتوبر 2017 كجزء من أسبوع ألعاب باريس. وكشف الإعلان عن أربعة شخصيات جديدة هم: يارا (تجسدها فيكتوريا غريس)، وليف (إيان ألكساندر)، وإميلي (إميلي سوالو)، وشخصية رابعة لم يكشف عنها تجسدها لورا بايلي. وذكر نيل دراكمان أن شخصيات اللعبة «جزء لا يتجزأ من رحلة [ايلي وجول] القادمة». ظهرة اللعبة في حدث E3 2018. عرض مقطع دعائي آخر في State of Play، وهو عرض تقديمي يتعلق بألعاب بلاي ستيشن 4 القادمة، في سبتمبر 2019. وكُشف عن تاريخ إطلاق اللعبة عن 21 فبراير 2020. في أكتوبر 2019، أعلن نيل دراكمان أن اللعبة قد أُجلت إلى 29 مايو 2020، للسماح بمزيد من الوقت لتطوير اللعبة.

## الإصدار
أعلنت سوني أن ستصدر اللعبة في أربعة إصدارات مختلفة هي: Ellie ،Collector's ،Special ،Standard. ستأتي الإصدارات المختلفة مع عناصر مختلفة، بالإضافة إلى عناصر وقدرات غير مقفلة في اللعبة، بالإضافة إلى مكافأة للطلب المسبق للعبة.
في 2 أبريل 2020، أعلن نيل دراكمان أن ذا لاست أوف أس: الجزء الثاني قد اكتمل تقريبًا ولكنه تأخر إلى أجل غير مسمى بسبب المشاكل الناجمة عن جائحة فيروس كورونا 2019–20. في 27 أبريل، أعلنت سوني عن تاريخ إصدار جديد في 19 يونيو 2020.
في وقت سابق، سُرب العديد من مقاطع الفيديو عبر الإنترنت، والتي تعرض مشاهد سينمائية من اللعبة، وتفاصيل القصة. غرد نيل دراكمان بأنه «محطم» للجماهير وللفريق الذين كرسوا سنوات للتطوير. بعد بضعة أيام، صرحت سوني بأنها حددت التسريبات وأنهم ليسوا تابعين لشركة سوني أو نوتي دوغ وفقًا للشائعات، استخدم المخترقون نقطة ضعف أمنية في لعبة نوتي دوغ السابقة لاختراق خوادم نوتي دوغ.

## الإستقبال
تلقت لعبة ذا لاست أوف أس: الجزء الثاني «تقييمات ممتازة بشكل عام» حيث حصلت على معدل تقييمات 93% من أصل 120 مراجعة من النقاد حتى تصبح ثاني أعلى لعبة تقييما لي عام 2020. لكنها حصلت على معدل تقييم منخفض من قبل 63,748 الف لاعب وتم تقييمها في ميتاكريتيك من قبل اللاعبين 4/10، بنفس الوقت حصلت على تقييمات ممتازة من قبل 75,511 لاعب.
| الاستقبال |         |
| --- | ------- |
| \| النتيجة الإجمالية \| النتيجة الإجمالية \| \| المستعرض \| النتجية \| \| ----------------- \| ----------------- \| \| ميتاكريتيك \| 93/100 \| \| نتيجة المراجعات \| \| \| الناشر \| النتيجة \| \| Destructoid \| 8.5/10 \| \| Game Informer \| 10/10 \| \| GameRevolution \| [37] \| \| GameSpot \| 8/10 \| \| GamesRadar+ \| [38] \| \| IGN \| 10/10 \| \| Push Square \| 10/10 \| \| USgamer \| [39] \| \| VentureBeat \| 95/100 \| \| VG247 \| [40] \| |         |
| النتيجة الإجمالية |         |
| المستعرض | النتجية |
| ميتاكريتيك | 93/100  |
| نتيجة المراجعات |         |
| الناشر | النتيجة |
| Destructoid | 8.5/10  |
| Game Informer | 10/10   |
| GameRevolution | [ 37 ]  |
| GameSpot | 8/10    |
| GamesRadar+ | [ 38 ]  |
| IGN | 10/10   |
| Push Square | 10/10   |
| USgamer | [ 39 ]  |
| VentureBeat | 95/100  |
| VG247 | [ 40 ]  |

### قبل الصدور
لقى المقطع الدعائي الثاني للعبة استقبالًا جديًا، ولكن واجهت اللعبة بعض الانتقادات بسبب التسريبات عن بعض الافكار المقحمه. دافع جيم ريان، رئيس شركة سوني إنتراكتيف إنترتينمنت أوروبا، عن اللعبة قائلاً «إنَّ اللعبة صنعها الكبار ليلعبها الكبار». أوضح نيل دراكمان مخرج اللعبة: «نحن نصنع لعبة حول دورة العنف ونصدر بيانًا حول الأعمال العنيفة والتأثير الذي تحدثه. ولكن في الحقيقة اضافوا افكار مقحمة من شذ*ذ او نس*يه زائدة عن اللزوم ومقحمة والتي من دورها دمرت القصة بعكس الجزء الاول والذي كان من افضل الالعاب في العالم.
ظهرت فكرة رائعة في العرض التقديمي للعبة في مؤتمر 2018 E3، والذي قبلت فيه ايلي بطلة اللعبة امرأة أخرى، وهي دينا (ثاني اسوء شخصية بعد آبي)، وأثنت على تقبيلها، الشئ الذي كان من الصعب تحريكه حاسوبيًا.
كما أشاد النقاد بالرسومات المحسنة، وشكل وذكاء الأعداء، وواقعية القتال.

### بعد الصدور
جاء في تقييمات النقاد اراء مختلطة، العقيد ابو شهاب العراقي قال مستحسناً اسلوب اللعب كونه «تحسن عن الجزء الأول، فيمكنك الآن تفادي ضربات الأعداء، والزحف تحت السيارات وبين الأعشاب للتخفي، والدخول بين الممرات الضيقة. إضافة أنواع جدد من الأعداء تعطي تحدي ومتعة أكبر من قبل.» لكنه بالرغم من ذكره ايجابيات اللعبة الا انه قال «بالرغم من أن أسلوب اللعب والقتال من نقاط قوة هذا الجزء، يصبح مع الوقت روتيني ومتوقع.» مضيفا «معظم اللعب يقتصر على وجود باب مقفل ومن ثم البحث عن طريق آخر، ثم تواجه بعض الأعداء إما بالقتال أو بالتسلل. في أول 10 ساعات ستجد هذا الأمر ممتعًا، ولكن سيقل شعور المتعة بعد ذلك.» كما اعتبر احداث وقصة اللعبة «القصة والأحداث أضعف من الجزء الأول، فهي قصة انتقام سطحية نوعًا ما مع أحداث تدور بين الشخصيات الرئيسية ولا تضيف أي وزن للقصة» اما زكريا احمد من موقع vga4a قال عن القصة «يعد من اجرء الأعمال التي شاهدتها في أي عمل ترفيهي» حيث وصفها بانها «تجربة مميزة غير اعتيادية اخرجتني من العاب البطولة المطلقة التي يكون فيها البطل مظلم وينتصر في النهاية».
جاءت إنتقادات اللاعبين مختلطة باغلبية عُظمى سلبية حيث تذمر الكثير من سوء قصة اللعبة لكنهم في نفس الوقت اشادوا بالرسومات والتحديث الذي شهده الجيم بلاي. الانتقاد السلبي الموجه للقصة كان ولسبب كبير قتل الشخصية التي كانت رئيسية في الجزء الأول جول حيث انه يقتل في النصف الأول من اللعبة عن طريق آبي وذلك لقتل جول اباها في محاولة لانقاذ ايلي من يديه. مما اغضب اللاعبين أيضا هو العرض الترويجي للعبة الذي يظهر فيه جول وهو يمسك بـ ايلي من خلفها ليتفاجأ الكثير بعد لعب اللعبة ان الذي مسك ايلي لم يكن الا صديق ايلي جيسي حيث اعتبر الكثير ان المشهد كان مضللا ومجرد اكاذيب من نوتي دون.

### الأجندة النسوية
نظريات بعض المنتقدين للعبة تقول بأن أنيتا سركيسيان الناشطة النسوية أثرت على محتوى القصة ومسارها بسبب نضالها النسوي ضد الشخصيات الذكورية في الألعاب، جدير بالذكر أن نيل دراكمان في مؤتمر جوائز إختيار مطوري الألعاب والذي عقد عام 2013 أثنى على أنيتا وقدم لها جائزة السفير حيث قال (تُمنح جائزة السفير للفرد الذي ساعد صناعة اللعبة على التقدم إلى مكان أفضل، عمل أنيتا سركيسيان فعل ذلك بالضبط)
بدأت العاب نيل دراكمان تأخذ حيزا واضحا تجاه النضال النسوي في الألعاب حيث أصبحت الشخصيات الأنثوية في ألعابه قيادية ومفتولة العضلات ويصعب التغلب عليها مما أكد لجميع المتشككين الجانب الذي يتبناه نيل دراكمان في إخراج ألعابه والهيئة الظاهرية للشخصيات الأنثوية التي يقدمها حيث أن تركيبها الجسماني وأسلوبها في القتال لايفرق عن خصائص الشخصيات الذكورية في الألعاب بشيء.

### الرقابة
منعت الهيئة العامة للإعلام المرئي والمسموع في السعودية إصدار اللعبة ذا لاست أف آس 2، وذلك بسبب مشاهد جنسية وظاهرة المثليين، ومنعت الرقابة في الإمارات العربية المتحدة من إصدار اللعبة لنفس السبب.

## المبيعات
الطلب المسبق على اللعبة في أوروبا تجاوز عدد الطلبات المسبقة للعبة مارفل سبايدرمان وذلك قبل ثلاث اسابيع من صدور اللعبة.
في الاسبوع الأول من صدور اللعبة بيع أكثر من 4 ملايين نسخة بثلاث أيام عالميا. في بريطانيا، أصبح ذا لاست اوف اس 2 أكثر الالعاب مبيعا لجهاز البلاي ستيشن 4 متخطية مبيعات افتتاح لعبة أنشارتد 4: نهاية لص بنسبة 1% هذه كله بدون احتساب المبيعات الرقمية كما ان اللعبة استطاعت ان تتجاوز بمبيعاتها مبيعات افتتاح الجزء الأول بنسبة 76%, هذا بالاخذ بعين الاعتبار ان شهرة بلاي ستشن 4 تتجاوز شهرة بلاي ستيشن 3, الجهاز الذي أُصدر الجزء الأول له، بكثير. لكن بعد هذه المبيعات الكبيرة في الاسبوع الأول شهدت اللعبة في الاسبوع الثاني من صدورها انخفاض بالمبيعات بنسبة 80 % , وذلك في بريطانيا. بحلول يونيو 2022، أعلن انه اللعبة قد باعت حوالي 10 مليون نسخة.

## الجوائز والترشيحات
| تاريخ                   | جائزة                    | الفئة                      | المستلم (المستلمون) والمرشح (المرشحون) | نتيجة | المرجع.       |
| ----------------------- | ------------------------ | -------------------------- | -------------------------------------- | ----- | ------------- |
| 7 ديسمبر 2017           | جوائز اللعبة 2020        | اللعبة الأكثر توقعًا        | ذا لاست أوف أس: الجزء الثاني           | فوز   | [ 59 ]        |
| 10 ديسمبر 2020          | جوائز اللعبة 2020        | لعبة العام                 | ذا لاست أوف أس: الجزء الثاني           | فوز   | [ 60 ]        |
| 10 ديسمبر 2020          | جوائز اللعبة 2020        | أفضل إخراج للعبة           | ذا لاست أوف أس: الجزء الثاني           | فوز   | [ 60 ]        |
| 10 ديسمبر 2020          | جوائز اللعبة 2020        | أفضل قصة                   | نيل دراكمان وهالي غورس (كتابه)         | فوز   | [ 60 ]        |
| 10 ديسمبر 2020          | جوائز اللعبة 2020        | أفضل تصميم صوتي            | ذا لاست أوف أس: الجزء الثاني           | فوز   | [ 60 ]        |
| 10 ديسمبر 2020          | جوائز اللعبة 2020        | الابتكار في الوصول         | ذا لاست أوف أس: الجزء الثاني           | فوز   | [ 60 ]        |
| 10 ديسمبر 2020          | جوائز اللعبة 2020        | أفضل أكشن / مغامرة         | ذا لاست أوف أس: الجزء الثاني           | فوز   | [ 60 ]        |
| 10 ديسمبر 2020          | جوائز اللعبة 2020        | أفضل أداء                  | لورا بيلي بدور آبي م                   | فوز   | [ 60 ]        |
| 10 ديسمبر 2020          | جوائز اللعبة 2020        | أفضل أداء                  | أشلي جونسون في دور إيلي                | رشح   | [ 60 ]        |
| 10 ديسمبر 2020          | جوائز اللعبة 2020        | أفضل إخراج فني             | ذا لاست أوف أس: الجزء الثاني           | رشح   | [ 60 ]        |
| 10 ديسمبر 2020          | جوائز اللعبة 2020        | أفضل موسيقى وموسيقى        | جوستافو سانتاولالا وماك كويل           | رشح   | [ 60 ]        |
| 10 ديسمبر 2020          | جوائز اللعبة 2020        | صوت اللاعب                 | ذا لاست أوف أس: الجزء الثاني           | رشح   | [ 61 ]        |
| 2 يوليو 2018            | جوائز النقاد             | إشادة خاصة بالرسومات       | ذا لاست أوف أس: الجزء الثاني           | فوز   | [ 62 ]        |
| 2 يوليو 2018            | جوائز النقاد             | اشادة خاصة بالصوت          | ذا لاست أوف أس: الجزء الثاني           | فوز   | [ 62 ]        |
| 17 من تشرين الثاني 2017 | جوائز عصا التحكم الذهبية | لعبة منتظرة                | ذا لاست أوف أس: الجزء الثاني           | فوز   | [ 63 ]        |
| 16 نوفمبر 2018          | جوائز عصا التحكم الذهبية | لعبة متنظرة                | ذا لاست أوف أس: الجزء الثاني           | رشح   | [ 64 ]        |
| 24 نوفمبر 2020          | جوائز عصا التحكم الذهبية | أفضل لعبة لهذا العام       | ذا لاست أوف أس: الجزء الثاني           | فوز   | [ 65 ] [ 66 ] |
| 24 نوفمبر 2020          | جوائز عصا التحكم الذهبية | أفضل لعبة بلاي ستيشن للعام | ذا لاست أوف أس: الجزء الثاني           | فوز   | [ 65 ] [ 66 ] |
| 24 نوفمبر 2020          | جوائز عصا التحكم الذهبية | أفضل صوت                   | ذا لاست أوف أس: الجزء الثاني           | فوز   | [ 65 ] [ 66 ] |
| 24 نوفمبر 2020          | جوائز عصا التحكم الذهبية | أفضل رواية                 | ذا لاست أوف أس: الجزء الثاني           | فوز   | [ 65 ] [ 66 ] |
| 24 نوفمبر 2020          | جوائز عصا التحكم الذهبية | أفضل تصميم مرئي            | ذا لاست أوف أس: الجزء الثاني           | فوز   | [ 65 ] [ 66 ] |
| 24 نوفمبر 2020          | جوائز عصا التحكم الذهبية | استوديو العام              | نوتي دوغ                               | فوز   | [ 65 ] [ 66 ] |

## وصلات خارجية
- مقالات تستعمل روابط فنية بلا صلة مع ويكي بيانات